# Château de Cirey
Le château de Cirey est situé dans la commune de Cirey-sur-Blaise, dans le département de la Haute-Marne.
Il doit sa renommée à Voltaire qui, fuyant Paris après la publication, à son insu, de ses Lettres philosophiques, y trouva refuge de 1734 à 1749, invité par sa maîtresse Émilie du Châtelet, marquise du Châtelet, autre brillant esprit du XVIIIe siècle.

## Histoire

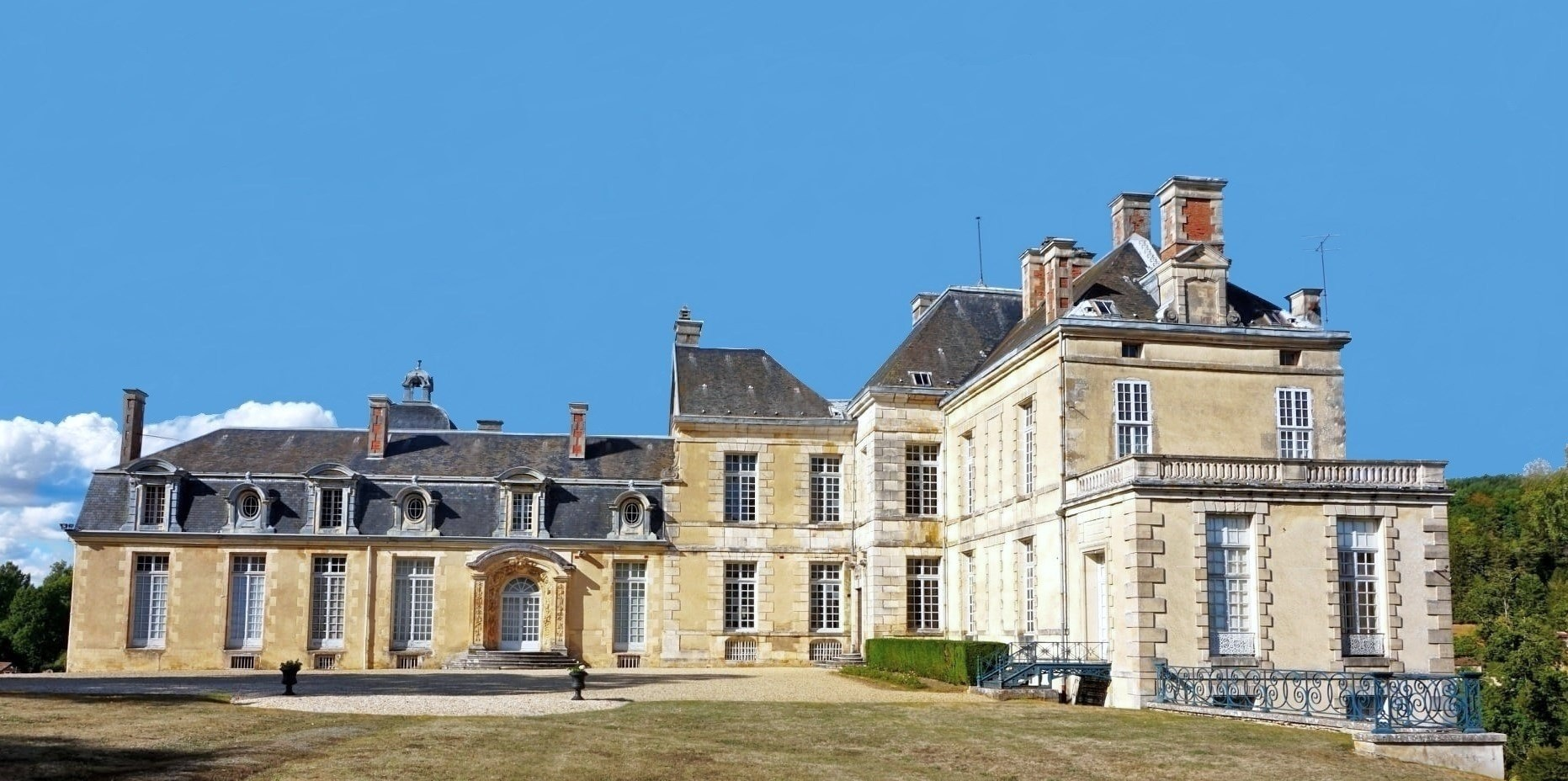
Le château.

Le château actuel fut construit en 1643 par le marquis Louis-Jules du Châtelet à l'emplacement d’un château féodal rasé en 1633.
Lorsque Voltaire arrive à Cirey en 1734, le château tombe en ruine. Avec l'accord du marquis Florent-Claude du Châtelet, il fait élever une aile supplémentaire, ornée d’une magnifique porte extérieure sculptée à partir d'un dessin réalisé par l’écrivain (décor marin composé de coquillages et de deux faces de Neptune, l’une éveillée et l’autre endormie).
« Le bonhomme de chimiste que vous me proposez devrait prendre le parti de venir ici ; il y serait d'une liberté entière, pas mal logé, bien nourri. Il faudrait qu'il dise la messe les dimanches et fêtes dans la chapelle du château. » (15 juillet 1737) ; 
« Il peut apporter tous ses instruments de chimie. Il faut l'instruire qu'on mange très-rarement avec madame la Marquise, dont les heures ne sont pas trop réglées, mais il y a la table de M. le Comte son fils et d'un précepteur, homme d'esprit. M. du Châtelet, le père, y mange souvent et quelquefois nous soupons tous ensemble. » (25 juillet) ;
« M'envoyer les cheminées de marbre, les deux statues raccommodées, les deux piédestaux, les deux globes avec leurs pieds, en attendant mieux. Je ne pourrai mettre dans ma galerie les estampes du Luxembourg. » (7 octobre) ;
« Notre chimiste s'en retourne après avoir vu les lieux et ordonné les laboratoires ; je vais lui faire accommoder un petit appartement avec un jardin dont il sera le maître. » (30 octobre).
Voltaire à l'abbé Moussinot (Courtat, "Les vraies lettres de Voltaire à l'abbé Moussinot" (Paris, A.Lainé, 1875, pp. 82 et 84 - arch. pers.).

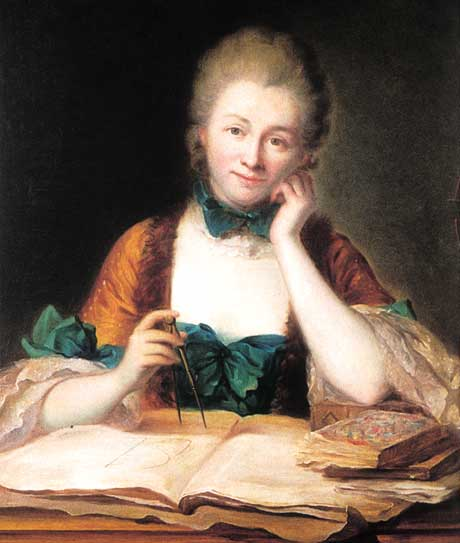
Gabrielle Émilie de Breteuil, marquise Du Châtelet.

Avant l'arrivée de Voltaire, la demeure se limitait à l’aile droite (en brique et pierre), de style Louis XIII, dont les toits sont les plus élevés.
Le pavillon Louis XIII se devait de ressembler à « un petit Versailles ».
Voltaire y aménagea un théâtre. Dans cette petite salle sous les combles, les invités se devaient de jouer les pièces qu'il avait écrites. Des travaux de restauration des actuels propriétaires ont permis de lui redonner sa splendeur d'antan : rideau de scène en lés de tissus cousus, peint en trompe-l'œil de couleur bleue, banquettes… Cette pièce est d’autant plus remarquable qu'il s'agit de l'un des rares exemples de théâtres privés français datant du XVIIIe siècle.

« Mme du Châtelet est devenue architecte et jardinière. Elle fait mettre des fenêtres où j'avais mis des portes. Elle change les escaliers en cheminées et les cheminées en escaliers. Elle fait planter des tilleuls où j’avais proposé des ormes ; et si j’avais planté un potager, elle aurait fait un parterre. De plus elle fait l'ouvrage des fées dans cette maison. Elle change des guenilles en tapisseries ; elle trouve le secret de meubler Cirey avec rien. »

— Voltaire, Lettre à la comtesse de La Neuville, novembre 1734.
La chapelle a été construite en 1855 et décorée, pour la famille Damas par Menissier de peintures représentant la vie de saint Charles Borromée.

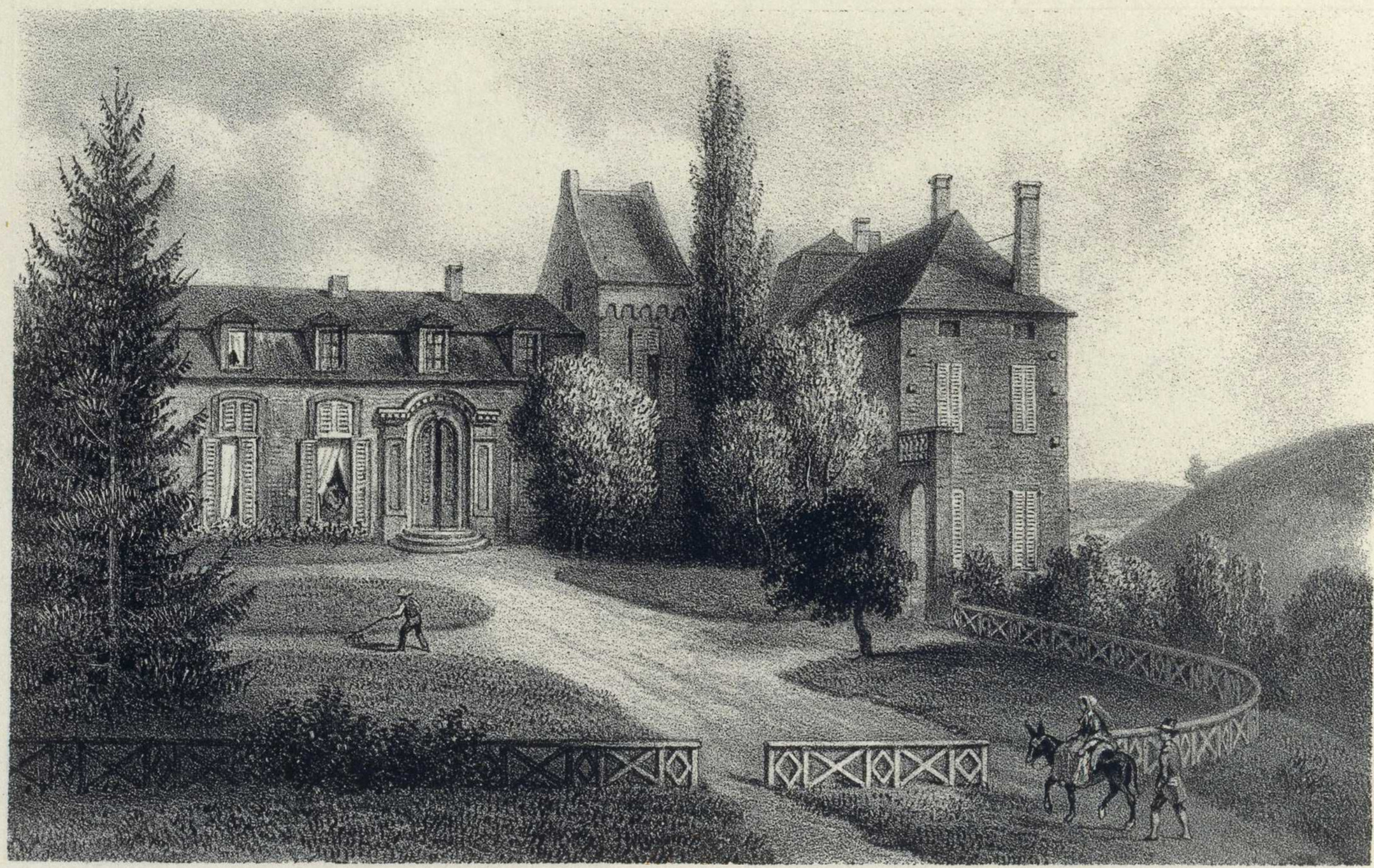
Lithographie de 1854.

## Résidence privée
Cirey est une résidence privée que ses propriétaires ouvrent au grand public pour la visite. Les parties du logis datant du XVIIe siècle et du XVIIIe siècle le salon, la salle de billard, la salle à manger et le théâtre aménagé par Voltaire ont été classés Monuments Historiques le 21 septembre 1981, ainsi que leur vestibule d'entrée, l'escalier et les autres parties voûtées, 9 septembre 2002, 
La chapelle et l'aile du XIXe siècle ont été inscrites à l'Inventaire Supplémentaire des M.H.le 21 septembre 1981, puis les caves, la fruiterie, l'écurie et la sellerie, les bâtiments de la ferme comprenant grange, poulailler, soues, pigeonnier, chenil, maisons du berger et du fermier, l'ensemble du parc et ses divers aménagements à type de fabriques (pavillons, chalet, passerelle sur la pièce d'eau, belvédère) ainsi que la glacière, le lavoir et son bief, l'orangerie, logis et la halle de l'ancienne forge, son bief le 26 décembre 2001.

## Lieu de tournage
Une équipe de l'émission Secrets d'Histoire a tourné plusieurs séquences au château dans le cadre d'un numéro consacré à Voltaire, intitulé Voltaire ou la liberté de penser, diffusé le 11 juillet 2019 sur France 2.

## Source
Le guide du patrimoine Champagne Ardenne, sous la direction de Jean-Marie Pérouse de Montclos, Hachette, 1995